# Remembrance Leslie
《Remembrance Leslie》是2023年3月發行的一張香港流行音樂專輯，是环球唱片为纪念香港歌手及演员张国荣逝世二十周年企划的其中一张专辑（另一张专辑为《Remembering Leslie》）。此專輯的特色是利用张国荣生前的錄音聲軌重新編曲，其中更包括從未曝光的錄音。

## 背景
香港男歌手及演員張國榮於1980年代走紅，2003年4月1日離世，享年46歲。擁有不少張國榮歌曲版權的香港環球唱片，曾於2012年為他推出紀念專輯《ReImagine Leslie Cheung》，邀請十多名歌手翻唱其歌曲。至2023年環球唱片再次推出紀念企劃，包括兩張專輯《Remembrance Leslie》及《Remembering Leslie》，以及紀念音樂會《想張國榮20周年致敬音樂會》（Reminiscing Leslie Live）。本專輯《Remembrance Leslie》的歌曲，主要是利用張國榮生前的錄音聲軌，以重混形式改編。

## 製作
專輯出品人為黃劍濤（Duncan Wong），項目負責人（Project Leader）為Danny Chu。全碟由梁榮駿監製，他是張國榮的好友及合作多年的資深監製，熟悉張國榮的前唱片公司高層陳少寶認為梁榮駿是最懂張國榮音樂的業界人士。梁榮駿請來不同編曲家，將張國榮生前的錄音聲軌以重混形式改編，當中加入了多種不同音樂類型的元素，希望營造出仿如「張國榮身處一個華麗的舞台上演出」的感覺，讓聽眾在他離世多年後仍有嶄新體驗。
其中最爱是谁及A Song For You兩首非原唱作品的錄音聲軌從未公開，它們是從1989年張國榮录制的致敬專輯《Salute》（翻唱當時不同歌手的名作）母帶中找回，當時張國榮進行了兩歌的录音，但因他有專輯曲目不多於10首的原則，而未有与其他歌曲一起发行。
《Remembrance Leslie》與《Remembering Leslie》兩張專輯的封面設計均由藝人兼跨媒體創作人葛民輝負責，並採用同一種設計。葛民輝決定為張國榮製作雕像，再以不同角度拍攝雕像，作為專輯及當中各單曲的封面照片。雕像製作及拍攝均由Taurus Workshop負責。

## 發行
專輯實體版於2023年3月31日正式發售。早在同年1月，環球唱片已發佈了將推出此專輯的消息，但並未有公佈所有歌曲的資料，1月下旬至3月期間專輯中陸續有四首歌曲以單曲形式於音樂串流平台預先發表及派台，亦為部分歌曲製作了音樂影片。2023年3月23日，環球唱片公佈了專輯所有歌曲，3月24日全曲目數碼版於各音樂串流平台發售。

## 曲目[註 6]
| 曲序 | 曲目                                     |              | 作曲                                         | 编曲          | 时长 |
| ---- | ---------------------------------------- | ------------ | -------------------------------------------- | ------------- | ---- |
| 1.   | 无心睡眠 Sleepless nights Restless heart | 林敏骢       | 郭小霖                                       | J1M3          | 3:22 |
| 2.   | 共同渡过 Together Forever                | 林振强       | 谷村新司                                     | 李智胜        | 4:43 |
| 3.   | 想你 On My Mind                          | 小美         | 张国荣                                       | 劉志遠        | 6:00 |
| 4.   | 无需要太多 Love is enough                | 林夕         | 马兆骏                                       | 刘志远        | 3:49 |
| 5.   | 侧面 Silhouette                          | 林夕         | Paul Gray                                    | Enrico Fallea | 3:52 |
| 6.   | 由零开始 Will You Remember Me            | 小美         | 张国荣                                       | Enrico Fallea | 4:20 |
| 7.   | 最爱是谁 My Dearest                      | 潘源良       | 卢冠廷                                       | Ted Lo        | 3:52 |
| 8.   | MISS YOU MUCH Missing You                | 林振強       | James Harris III Terry Lewis                 | ANA           | 4:17 |
| 9.   | DREAMING My Other Half                   | 林夕         | Lisa Montgomery Geneva Paschal Micheal Forte | FORTYSIX      | 5:12 |
| 10.  | A SONG FOR YOU                           | Leon Russell | Leon Russell                                 | Ted Lo        | 4:07 |

## 歌曲介绍及迴響

### 无心睡眠 Sleepless nights Restless heart
无心睡眠 Sleepless nights Restless heart是專輯中四首派台作品之一。原版無心睡眠推出於1987年，收錄於張國榮轉投新藝寶唱片後的首張專輯《Summer Romance》，亦是這間當時新成立的唱片公司首張發行的專輯。此歌當時獲得多個音樂頒獎禮獎項，被視為張國榮最成功的作品之一。:102,122-123
歌詞描述歌者因懷念昔日愛侶而失眠，就算吸煙喝酒亦未能排遣心中憂鬱。:70,73
此版本采用了張國榮當年灌錄無心睡眠時，錄下的一個改詞版本，該段聲軌從未曝光。在該版本中，張國榮按自己的想法，將副歌一句歌詞「踏著腳在懷念昨天的妳」改為「踏著腳在忘掉昨天的妳」。編曲方面，加入了電子元素；監製梁榮駿解釋編曲的構思是配合歌詞意境，一開始以較靜態與沉寂的氣氛表現失眠的初期狀態，中段則表現了備受失眠困擾的急躁與擾攘，最終放棄精神交戰，變得精神亢奮，最初的沉靜與最後的激動有着強烈對比。

### 共同渡過 Together Forever
共同渡過 Together Forever並未有派台。原版共同渡過推出於1987年，寄調自谷村新司所創作的日語歌花，亦收錄於專輯《Summer Romance》。歌詞的對象是陪伴歌者渡過人生種種風浪的伴侶，訴說了歌者對伴侶的感激，面對與伴侶的離別，只能憑歌寄情。

### 想你 On My Mind
想你 On My Mind並未有派台。原版想你推出於1988年，是張國榮第一首親自作曲的作品，收錄於張國榮新藝寶唱片時期專輯《Virgin Snow》。歌詞描述歌者於夜深的咖啡店裡想念已分手戀人，流露出憂傷、失落及悔恨。

### 无需要太多 Love is enough
无需要太多 Love is enough是專輯中四首派台作品之一。原版无需要太多推出於1988年，是臺灣創作歌手馬兆駿歌曲我要的不多的粵語版，收錄於專輯張國榮新藝寶唱片時期專輯《Hot Summer》。我要的不多是馬兆駿厭倦了音樂商業化後，對人生的反思之作（由袁瓊瓊為他填詞），无需要太多的歌詞題材上承襲了我要的不多，意境有別。
此版本是梁荣骏邀請刘志远（樂隊Beyond早期成员）合作改編的曲目之一。編曲構思上，希望在加入新式音樂風格的同時，仍能保留到原曲的韻味；添加的音樂元素包括歐陸式，Hip-hop、Drum and bass、Broken beat。
音樂影片是一段動畫，描述一名男子下班回家，他面對着沉悶的日常生活，對舊愛的回憶總是在腦中揮之不去。影片中暗藏了一些彩蛋，包括張國榮電影作品《阿飛正傳》及《春光乍洩》的場景、張國榮喜愛的百合花。

### 侧面 Silhouette
侧面 Silhouette是專輯中四首派台作品之一。原版側面推出於1989年，寄調自澳洲樂隊Wa Wa Nee的英語快歌Sugar Free，收錄於張國榮新藝寶唱片時期專輯《Leslie》:167（又名《Leslie 側面》）。歌詞追問別人是否只認識歌者的其中一面，是否對歌者的內心有深度認識。
此版本是梁荣骏与捷克爱乐乐团合作改编，將歌曲的伴奏變為管弦樂。梁荣骏表示這構思源於張國榮在電影中及舞台上的魅力所帶給他的想像，希望營造出張國榮在華麗的歌劇院中演唱此歌的想像。

### 由零開始 Will You Remember Me
由零開始 Will You Remember Me並未有派台。原版由零開始推出於1989年，由張國榮親自作曲，收錄於張國榮新藝寶唱片時期專輯《Leslie》:167（又名《Leslie 側面》）。
歌詞表面上表達了歌者渴望一段已逝愛情能夠重頭再來，而實際上1989年張國榮已有退出樂壇的打算（後於1990年代中期復出），他要求填詞人小美於詞中表達自己的告別之意:121，歌詞流露了滄桑感。

### 最爱是谁 My Dearest
最爱是谁 My Dearest是專輯中四首派台作品之一，亦是採用了從未公開聲軌的非原唱兩首歌曲之一。其原曲最爱是谁原唱者為林子祥，推出於1986年，收录于他的個人专辑《最爱》，也是同名電影《最愛》（1986年）的主題曲。张国荣曾在《86浓情演唱会》翻唱該曲，版本由罗尚正重新编曲，梁荣骏监制。
音樂影片由曾於鮮浪潮獲獎的王文澤（Willis  Wong）導演，他利用了電影《最愛》與另一電影《为你钟情》（1985年）的聯繫，《最愛》中飾演林子祥私生女兒的女演員李麗珍，在《为你钟情》中與張國榮擔任男女主角。音樂影片邀來李麗珍演出，意念是延續《为你钟情》中張國榮與李麗珍的愛情故事（相隔38年），呼應了該片中兩人在巴士上相遇的一幕。影片歷時四分鐘，於一部佈滿青苔舊式巴士內取景，以鏡頭沒有移動的一鏡到底方式拍攝；鏡頭中李麗珍站立於車廂內，起初她望出窗外顯得若有所思，表情逐漸從平靜，變為起伏，再變為暗暗垂淚，直至飲泣，車外的光線亦從日間漸變為夜間；當光線變回天亮，她的表情亦稍為平伏，身後的乘客由年輕至年長逐一下車，直至只剩下李麗珍一人，她亦獨自下車。王文澤比較林子祥與張國榮的演唱版本，他認為林子祥的版本像表現「當下」 的感覺，而張國榮的版本則有「放下」、「遺憾」的感覺，似在回望過去，因此他希望在影片中呈現後者。李麗珍於拍攝當日才首次聽到張國榮此一版本，李麗珍表示聽罷百感交集，勾起一些回憶，她的演出因而真情流露。影片推出後，有些傳媒認為影片中不同的乘客亦暗喻了李麗珍一生幾經波折的情路，各名伴侶皆為過客，其中一名長髮乘客疑似象徵曾與她多次離合的填詞人潘源良，而最爱是谁正是潘源良寫於他邂逅李麗珍的1986年。

### MISS YOU MUCH Missing You
MISS YOU MUCH Missing You並未有派台。原版Miss You Much推出於1989年，寄調自珍納·積遜的同名英語歌Miss You Much，收錄於張國榮新藝寶唱片時期專輯《Final Encounter》。:168

### DREAMING My Other Half
DREAMING My Other Half並未有派台。原版Dreaming是1989年張國榮退出樂壇前的最後一首作品，當時亦是梁榮駿監製。梁榮駿稱此歌的風格對於當時的樂壇，以及1990年代中期張國榮復出樂壇後的作品，均有着影響。
前唱片高層陳少寶表示此歌是全專輯中他最喜歡的一首歌，認為編曲中帶有的妖艷味道，能襯托張國榮的百變形象。

### A SONG FOR YOU
A SONG FOR YOU是採用了從未公開聲軌的兩首非原唱歌曲之一，未有派台。其原曲A Song for You是一首著名英語流行曲，原唱者為Leon Russell，推出於1970年，歷來有眾多翻唱版本。

## 榜單成績

### 專輯派台歌曲成績
| 年份 | 歌曲                                                       | 五台週榜 | 五台週榜 | 五台週榜 | 五台週榜 | 五台週榜 |
| 年份 | 歌曲                                                       | 903      | RTHK     | 997      | TVB      | ViuTV    |
| 年份 | 歌曲                                                       | 最高位置 | 最高位置 | 最高位置 | 最高位置 | 最高位置 |
| ---- | ---------------------------------------------------------- | -------- | -------- | -------- | -------- | -------- |
| 2023 | 无心睡眠 Sleepless nights Restless heart 派台日期：1月20日 | -        | -        | 1        | ×        | ×        |
| 2023 | 無需要太多 Love is enough 派台日期：2月10日                | -        | -        | -        | ×        | -        |
| 2023 | 側面 Silhouette 派台日期：2月24日                          | -        | -        | -        | ×        | ×        |
| 2023 | 最愛是誰 My Dearest 派台日期：3月17日                      | -        | -        | 2        | ×        | -        |

- （-）未能上榜
- （×）沒有派往該台的紀錄

### 專輯銷量
此專輯自發售以來在香港唱片商會每週銷量榜連續六週獲得冠軍（2023年第14至19週），於第20週仍排名第二。（截至2023年第20週紀錄）

## 備註
1. ↑  環球唱片是張國榮離世前所屬的唱片公司，張國榮在1980年代末曾加入的新藝寶唱片亦輾轉被合併至環球唱片。
2. 1 2  按專輯內頁的製作人員名單（原文為英文）。
3. ↑  陳少寶曾先後擔任新藝寶唱片、香港環球唱片高層，促成張國榮加盟兩公司。
4. ↑  本專輯亦正好是10首歌。
5. ↑  見香港環球唱片官方YouTube頻道3月23日晚發布之全碟試聽影片。
6. ↑  按專輯內頁及YouTube上的曲目資訊，時長按KKBOX。
7. ↑  花的原唱者是否谷村新司本人需查證。
8. ↑  ViuTV則在4月12日的《Chill Club 推介》才首次播出此歌（派台資格）。
9. ↑  ViuTV則在5月12日的《Chill Club 推介》才首次播出此歌（派台資格）。
10. ↑  按香港電台第二台節目《Made in Hong Kong 李志剛》4月7日[40]、4月14日[41]、4月21日[42]、4月28日[43]、5月5日[44]、5月12日[45]、5月19日[46]之公布，約於節目第一部分28:00-30:00。

## 外部連結
- YouTube上的最爱是谁 My Dearest官方音樂影片
- YouTube上的无需要太多 Love is enough官方音樂影片
- YouTube上的全碟試聽